# Projektergebnis
Das Projektergebnis ist das in einem Projekt Erreichte. Es sollte mit den Projektzielen übereinstimmen, kann aber auch von diesen abweichen, wenn etwa das Projekt nicht in allen Punkten erfolgreich war. Insofern ist die Projektdokumentation mit der Analyse, in welchen Punkten und aus welchen Gründen Abweichungen von den Zielen vorhanden sind, eine wichtige Aufgabe in der Phase des Projektabschlusses und Teil der Lessons Learned bzw. der Evaluation.

## Wirtschaftsprojekte und Bildungsprojekte
Aufgrund der unterschiedlichen Zielsetzungen und Strukturen von Wirtschafts- und Bildungsprojekten unterscheiden sich auch Art und Funktion der Projektergebnisse.
In Wirtschaftsprojekten interessiert vorrangig das mit der Projektleistung erzielte Produkt. Um das Projektergebnis zu ermitteln, wird oft eine Projektnachkalkulation eingesetzt. Dabei geht es um eine Wirtschaftlichkeitsanalyse von Projekten. Wichtige Kennzahlen dazu sind Eigenleistung und Fremdleistung, die als Geldwerte ermittelt und den Projekteinnahmen gegenübergestellt werden. Mit den Erkenntnissen, die sich daraus ergeben, ist es möglich, ähnliche Projekte in Zukunft (noch) erfolgreicher abzuschließen. Während laufender Projekte wird dazu oft ein SOLL-IST-Vergleich vorgenommen, um schnell feststellen zu können, ob die Projektparameter Zeit, Kosten und Qualität noch im (Projekt-)Rahmen sind.
Bildungsprojekte sind didaktisch ausgerichtet. Sie arbeiten in gleichem Maße produkt- wie prozessorientiert. Dies ist bereits in den Zielsetzungen verankert. Es bedeutet, dass der Erfolg des Projekts nicht nur an dem sichtbaren Ergebnis, etwa einer gelungenen Zeitschrift, einem gebrauchsfertigen Kajak oder einem gestalteten Schulfest, abzulesen ist. Die nach jedem Projekt anzufertigende Projektdokumentation beinhaltet zusätzlich die Protokollierung der genauen Abläufe in Bild, Schrift und Ton, bei denen die gruppendynamischen Vorgänge aufgezeichnet und bewertet werden. Sie dokumentiert die während der Projektarbeit abgelaufenen Lernprozesse und den dabei von den Einzelnen gewonnenen Lerngewinn. Die Lehrevaluation dient der Qualitätssicherung der didaktischen Maßnahmen und der Rückbesinnung über den gewonnenen Grad des Problemmanagements der Projektteilnehmer.